# Кристаллографическая группа
Кристаллографическая группа (фёдоровская группа) — дискретная группа движений {\displaystyle n}-мерного евклидова пространства, имеющая ограниченную фундаментальную область.

## Теорема Бибербаха
Две кристаллографические группы считаются эквивалентными,
если они сопряжены в группе аффинных преобразований евклидова пространства.
Теоремы Бибербаха
1. Всякая {\displaystyle n}-мерная кристаллографическая группа {\displaystyle \Gamma } содержит {\displaystyle n} линейно независимых параллельных переносов; группа {\displaystyle G} линейных частей преобразований (то есть образ {\displaystyle \Gamma } в {\displaystyle GL_{n}}) конечна.
2. Две кристаллографические группы эквивалентны тогда и только тогда, когда они изоморфны как абстрактные группы.
3. При любом {\displaystyle n} имеется лишь конечное число {\displaystyle n}-мерных кристаллографических групп, рассматриваемых с точностью до эквивалентности (что является решением 18-й проблемы Гильберта).

Теорема позволяет дать следующее описание строения кристаллографических групп как абстрактных групп:
Пусть {\displaystyle L} — совокупность всех параллельных переносов, принадлежащих кристаллографической группе {\displaystyle \Gamma }.
Тогда {\displaystyle L} — нормальная подгруппа конечного индекса, изоморфная {\displaystyle \mathbb {Z} ^{n}} и совпадающая со своим централизатором в {\displaystyle \Gamma }.
Наличие такой нормальной подгруппы в абстрактной группе {\displaystyle \Gamma } является и достаточным условием того, чтобы группа {\displaystyle \Gamma } была изоморфна кристаллографической группе.
Группа {\displaystyle G} линейных частей кристаллографической группы {\displaystyle \Gamma } сохраняет решётку {\displaystyle L}; иными словами, в базисе решетки {\displaystyle L} преобразования из {\displaystyle G} записываются целочисленными матрицами.

### Число групп
Число кристаллографических групп {\displaystyle n}-мерного пространства с сохранением ориентации или без даётся последовательностями A004029 и A006227.
С точностью до эквивалентности имеется 
- 17 плоских кристаллографических групп[1]
- 219 пространственных кристаллографических групп; 
  - если же рассматривать пространственные группы с точностью до сопряжённости при помощи аффинных преобразований, сохраняющих ориентацию, то их будет 230.
- В размерности 4 существует 4894 кристаллографических групп с сохранением ориентации, или 4783 без сохранения ориентации[2][3].

## Возможные симметрии

### Точечные элементы
Элементы симметрии конечных фигур, которые оставляют неподвижной хотя бы одну точку.
Поворотные оси симметрии, зеркальная плоскость симметрии, центр инверсии (центр симметрии) и несобственные вращения — инверсионные оси и зеркально-поворотные оси. Несобственные вращения определяются как последовательное выполнение поворота и инверсии (или отражения в перпендикулярной плоскости). Любую зеркально-поворотную ось можно заменить инверсионной осью и наоборот. При описании пространственных групп предпочтение обычно отдаётся инверсионным осям (в то время как в символике Шёнфлиса используются зеркально-поворотные оси).
В 2-мерных и 3-мерных кристаллографических группах могут присутствовать только повороты вокруг осей симметрии на углы 180° (ось симметрии 2-го порядка), 120° (3-го порядка), 90° (4-го порядка) и 60° (6-го порядка). Оси симметрии в символике Браве обозначаются буквой L с нижним цифровым индексом n, соответствующим порядку оси ({\displaystyle L_{n}}), в международной символике (символике Германа — Могена), арабскими цифрами, указывающими на порядок оси (например, {\displaystyle L_{2}} = 2, {\displaystyle L_{3}} = 3 и {\displaystyle L_{4}} = 4). Инверсионные оси в символике Браве обозначаются буквой Ł с нижним цифровым индексом n, соответствующим порядку поворотной оси (Łn), в международной символике — цифровым индексом с чёрточкой сверху n (например, Ł3 = 3, Ł4 = 4, Ł6 = 6). Подробнее о несобственных вращениях и их обозначениях написано здесь. Оси симметрии L3, L4, L6 называются осями симметрии высшего порядка. Зеркальная плоскость симметрии обозначается P по Браве и m в международной символике. Центр инверсии обозначается C по Браве и 1 в международной символике.
Все возможные комбинации точечных элементов симметрии приводят к 10 точеным группам симметрии в 2-мерном пространстве и 32 точечным группам в 3-мерном пространстве.
В 4-мерном пространстве появляется новый тип элементов симметрии — двойные вращения в двух абсолютно перпендикулярных плоскостях. За счёт этого увеличивается количество элементов симметрии, совместимых с трансляционной симметрией. Для пространств размерности 4 и 5 в кристалле возможны точечные элементы симметрии с порядками 1, 2, 3, 4, 5, 6, 8, 10 и 12. Более того, поскольку вращения в каждой из абсолютно перпендикулярных плоскостей могут производиться в разные стороны, появляются энантиоморфные пары точечных элементов симметрии (например, двойное вращение четвёртого порядка, где комбинируются повороты на 90° в первой плоскости и на 90° во второй плоскости энантиоморфно двойному вращению четвёртого порядка, где комбинируются повороты на 90° в первой плоскости и на −90° во второй). Все возможные комбинации точечных элементов симметрии в 4-мерном пространстве приводят к 227 4-мерным точечным группам, из которых 44 являются энантиоморфными (то есть всего получается 271 точечная группа симметрии).
В 6-мерном и 7-мерном пространствах в кристалле возможны точечные элементы симметрии с порядками 1, 2, 3, 4, 5, 6, 7, 8, 9, 10, 12, 14, 15, 18, 20, 24 и 30. См. также en:Crystallographic restriction theorem.

### Трансляции
В кристаллографических группах всегда присутствуют трансляции — параллельные переносы, при сдвиге на которые кристаллическая структура совместится сама с собой. Трансляционная симметрия кристалла характеризуется решёткой Браве. В 3-мерном случае всего возможно 14 типов решёток Браве. В размерностях 4, 5 и 6 число типов решёток Браве равно 64, 189 и 841, соответственно . С точки зрения теории групп, группа трансляций является нормальной абелевой подгруппой пространственной группы, а пространственная группа является расширением своей подгруппы трансляций. Факторгруппой пространственной группы по подгруппе трансляций является одна из точечных групп.

### Сложные операции симметрии
Повороты вокруг осей с одновременным переносом на некоторый вектор в направлении этой оси (винтовая ось) и отражение относительно плоскости с одновременным сдвигом на некоторый вектор, параллельный этой плоскости (плоскость скользящего отражения). В международной символике винтовые оси обозначаются цифрой соответствующей поворотной оси с индексом, характеризующим величину переноса вдоль оси при одновременном повороте. Возможные винтовые оси в 3-мерном случае: 21 (поворот на 180° и сдвиг на 1/2 трансляции), 31 (поворот на 120° и сдвиг на 1/3 трансляции), 32 (поворот на 120° и сдвиг на 2/3 трансляции), 41 (поворот на 90° и сдвиг на 1/4 трансляции), 42 (поворот на 90° и сдвиг на 1/2 трансляции), 43 (поворот на 90° и сдвиг на 3/4 трансляции), 61, 62, 63, 64, 65 (поворот на 60° и сдвиг на 1/6, 2/6, 3/6, 4/6, и 5/6 трансляции, соответственно). Оси 32, 43, 64, и 65 энантиоморфны осям 31, 41, 62, и 61, соответственно. Именно за счёт этих осей существует 11 энантиоморфных пар пространственных групп - в каждой паре одна группа является зеркальным отображением другой.
Плоскости скользящего отражения обозначаются в зависимости от направления скольжения по отношению к осям кристаллической ячейки. Если скольжение происходит вдоль одной из осей, то плоскость обозначается соответствующей латинской буквой a, b или c. В этом случае величина скольжения всегда равна половине трансляции. Если скольжение направлено по диагонали грани или пространственной диагонали ячейки, то плоскость обозначается буквой n в случае скольжения равного половине диагонали, или d в случае скольжения равного четверти диагонали (такое возможно только если диагональ центрирована). Плоскости n и d также называются клиноплоскостями. d плоскости иногда называют алмазными плоскостями, поскольку они присутствуют в структуре алмаза (англ. diamond - алмаз). 
В некоторых пространственных группах присутствуют плоскости, где скольжение происходит как вдоль одной оси, так и вдоль второй оси ячейки (то есть плоскость является одновременно a и b или a и c или b и c). Это происходит за счёт центрировки грани, параллельной плоскости скольжения. В 1992 году для таких плоскостей был введён символ e. Николай Васильевич Белов предлагал также ввести обозначение r для плоскостей со скольжением вдоль пространственной диагонали в ромбоэдрической ячейке. Однако r плоскости всегда совпадают с обычными зеркальными плоскостями, и термин не прижился.

## Обозначения

### Нумерация
Кристаллографические (пространственные) группы со всеми присущими им элементами симметрии сведены в международном справочнике «Международные кристаллографические таблицы» (англ. International Tables for Crystallography), выпускаемых Международным союзом кристаллографии. Принято использование нумерации, приведённой в данном справочнике. Группы нумеруются с 1 по 230 в порядке увеличения симметрии.

### Символика Германа — Могена
Символ пространственной группы содержит символ решётки Браве (заглавную букву P, A, B, C, I, R или F) и международный символ точечной группы.
Символ решётки Браве обозначает наличие дополнительных узлов трансляции внутри элементарной ячейки: P (primitive) — примитивная ячейка;
A, B, C (A-centered, B-centered, C-centered) — дополнительный узел в центре грани A, B или C соответственно; I (I-centered) — объёмноцентрированная (дополнительный узел в центре ячейки), R (R-centered) — дважды объёмноцентрированная (два дополнительных узла на большой диагонали элементарной ячейки), F (F-centered) — гранецентрированная (дополнительные узлы в центрах всех граней).
Международный символ точечной группы в общем случае формируется из трёх символов, обозначающих элементы симметрии, отвечающие трём основным направлениям в кристаллической ячейке.
Под элементом симметрии, отвечающим направлению, понимается либо ось симметрии, проходящая по этому направлению, либо перпендикулярная ему плоскость симметрии, либо и то, и другое (в этом случае они записываются через дробь, например, 2/c — ось симметрии 2-го порядка и перпендикулярная ей плоскость скользящего отражения со сдвигом в направлении c). Под основными направлениями понимают:
- направления базисных векторов ячейки в случае триклинной, моноклинной и ромбической сингонии;
- направление оси 4-го порядка, направление одного из базисных векторов в основании элементарной ячейки и направление по диагонали основания ячейки в случае тетрагональной сингонии;
- направление оси 3-го порядка или 6-го порядка, направление одного из базисных векторов в основании элементарной ячейки и направление вектора по диагонали элементарной ячейки под углом 60° к предыдущему в случае гексагональной сингонии (сюда же включается тригональная сингония, которая в этом случае приводится к гексагональной ориентации элементарной ячейки);
- направление одного из базисных векторов, направление по пространственной диагонали элементарной ячейки и направление по биссектрисе угла между базисными векторами.

Символы Германа — Могена обычно сокращают, удаляя обозначения отсутствующих элементов симметрии по отдельным направлениям, когда это не создаёт неоднозначности, например, записывают P4 вместо P411.
Также при отсутствии неоднозначности опускают обозначения осей второго порядка, которым перпендикулярны плоскости симметрии, например, заменяют C{\displaystyle {\tfrac {2}{m}}{\tfrac {2}{m}}{\tfrac {2}{m}}} на {\displaystyle Cmmm}.

### Символ Шёнфлиса
Символ Шёнфлиса задаёт класс симметрии (основной символ и нижний индекс) и условный номер группы в пределах этого класса (верхний индекс).
- Сn — циклические группы — группы с единственным особым направлением, представленным поворотной осью симметрии, — обозначаются буквой С, с нижним цифровым индексом n, соответствующим порядку этой оси.

- Сni — группы с единственной инверсионной осью симметрии сопровождаются нижним индексом i.
- Cnv (от нем. vertical — вертикальный) — также имеет плоскость симметрии, расположенную вдоль единственной или главной оси симметрии, которая всегда мыслится вертикальной.
- Cnh (от нем. horizontal — горизонтальный) — также имеет плоскость симметрии, перпендикулярную к главной оси симметрии.

- S2, S4, S6 (от нем. spiegel — зеркало) — группы с единственной зеркальной осью симметрии.

- Cs — для плоскости неопределённой ориентации, то есть не фиксированной ввиду отсутствия в группе иных элементов симметрии.

- Dn — является группой Сn с добавочными n осями симметрии второго порядка, перпендикулярными исходной оси.

- Dnh — также имеет горизонтальную плоскость симметрии.
- Dnd (от нем. diagonal — диагональный) — также имеет вертикальные диагональные плоскости симметрии, которые идут между осями симметрии второго порядка.

- O, T — группы симметрии с несколькими осями высшего порядка — группы кубической сингонии. Обозначаются буквой О в случае, если они содержат полный набор осей симметрии октаэдра, или буквой Т, если они содержат полный набор осей симметрии тетраэдра.

- Oh и Th — также содержат горизонтальную плоскость симметрии
- Td — также содержит диагональную плоскость симметрии

n может равняться 1, 2, 3, 4, 6.

## История
Происхождение теории кристаллографических групп связано с изучением симметрии орнаментов ({\displaystyle n=2}) и кристаллических структур ({\displaystyle n=3}).
Классификация всех плоских (двумерных) и пространственных (трёхмерных) кристаллографических групп была получена независимо Фёдоровым (1885), Шёнфлисом (1891) и Барлоу (1894).
Основные результаты для многомерных кристаллографических групп были получены Бибербахом.